# Marie Gibeau
Pour les articles homonymes, voir Gibeau.
Marie Gibeau B.A., B.Pd., M.B.A. (11 juillet 1950-12 février 2002) est une administratrice et femme politique fédérale du Québec.

## Biographie
Née à Montréal, Marie Gibeau étudie à l'Université du Québec à Montréal et au HEC Montréal où elle reçoit un baccalauréat en arts, un baccalauréat en éducation et une maîtrise en administration commerciale. Elle travaille ensuite comme consultante pour le YWCA de Montréal.
Élue députée du Parti progressiste-conservateur du Canada dans la circonscription fédérale de Bourassa en 1988, elle est défaite par le bloquiste Osvaldo Núñez en 1993.